# Amt Friesack
La comunità amministrativa di Friesack (Amt Friesack) si trova nel circondario della Havelland nel Brandeburgo, in Germania.

## Società

### Evoluzione demografica
- Sviluppo della popolazione dal 1875 entro gli attuali confini (Linea Blu: Popolazione; Linea puntata: Confronto dello sviluppo della popolazione dello stato del Brandenburgo; Sfondo grigio: Ai tempi del governo nazista; Sfondo rosso: Al tempo del governo comunista)
- Sviluppo recente della popolazione (Linea blu) e previsioni

| Anno | Abitanti |
| ---- | -------- |
| 1875 | 7 721    |
| 1890 | 7 716    |
| 1910 | 7 159    |
| 1925 | 7 805    |
| 1939 | 7 799    |
| 1950 | 11 954   |
| 1964 | 9 054    |

| Anno | Abitanti |
| ---- | -------- |
| 1971 | 8 969    |
| 1981 | 8 050    |
| 1985 | 7 965    |
| 1990 | 7 661    |
| 1995 | 7 456    |
| 2000 | 7 396    |
| 2005 | 6 995    |

| Anno | Abitanti |
| ---- | -------- |
| 2010 | 6 497    |
| 2015 | 6 658    |
| 2016 | 6 470    |
| 2017 | 6 504    |
| 2018 | 6 556    |
| 2019 | 6 548    |
| 2020 | 6 536    |

Fonti dei dati sono nel dettaglio nelle Wikimedia Commons..

## Suddivisione
Comprende 6 comuni:
- Friesack
- Mühlenberge
- Paulinenaue
- Pessin
- Retzow
- Wiesenaue

Capoluogo e centro maggiore è Friesack.